# Форт Холдейн
Форт Холдейн (англ. Fort Haldane) — военный форт около города Порт-Мария, округ Сэнт-Мэри, Ямайка. Был возведен в 1759 году и назван в честь генерала Джорджа Холдейна, тогдашнего британского губернатора Ямайки. Форт был построен для защиты гавани Порт-Мария от испанских нападений. Он также был использован для размещения гарнизона, чтобы держать под контролем население города.
Орудия форта стратегически расположены на холме с видом в сторону моря, что открывает великолепный вид на старый порт Порт-Марии. Форт расположен рядом с Фэрфлай Эстет, домом сэра Генри Моргана и, позже, сэра Ноэла Кауарда. Морган ценил стратегическое военное положение этих земель и использовал их в качестве наблюдательного форпоста более 150 лет до строительства форта.

## История
Форт Холдейн сыграл важную роль в знаменитом восстании Тэкки, одном из самых кровавых восстаний на Ямайке против рабства. В 1760 году на Пасху беглый раб по прозвищу Тэкки («липкий») и небольшая группа рабов с соседних плантаций убили своих хозяев и двинулись в Порт-Мария, где убили стражу Форт-Холдейна и украли несколько бочек пороха и огнестрельное оружие. Они сражались вместе с сотнями других рабов и негров в течение пяти месяцев. Их восстание было в конечном счете подавлено гораздо более мощным британским гарнизоном острова, а Тэкки погиб в ожесточенной перестрелке.
Форт был на действительной службе с 1759 до 1780 года, когда ураган уничтожил складские помещения, казармы и главное здание гарнизона. К 1780 году угроза испанского нападения на северное побережье острова в значительной степени ослабла, и было принято решение отказаться от форта и перевести гарнизон в близлежащий Очо-Риос.
Губернатор Холдейн активно участвовал в разработке форта. Участник многих крупных сражениях, Холдейн был экспертом в артиллерии и баллистике. Он дружил с известным английским ученым Бенджамином Робинсом и пригласил его помочь с проектом размещения артиллерии в форте. Робинс применил свой научный подход к баллистике и решил, что весь порт можно успешно защитить с помощью всего двух высокоточных пушек на высоте 1000 футов над уровнем моря.
Орудия, размещенные в форте, были самыми совершенными для своего времени. Лафеты пущек были установлены на поворотные конструкции, что позволяло быстро стрелять по большой площади. Способность пушек поворачиваться почти на 180 градусов по горизонту и позволила обойтись всего двумя орудиями.
Два орудия и руины нескольких хозяйственных построек — всё, что осталось от Форт-Холдейна сегодня.